# Spidssnudet frø
Den spidssnudede frø (Rana arvalis) er en slank, rødbrun, semi-akvatisk padde hjemmehørende i Europa og Asien. Spidssnudet frø er stadig almindelig i det meste af Danmark, men mangler dog blandt andet på Anholt, Bornholm, Endelave, Rømø, Saltholm og Ærø.

## Udseende
Begge køn bliver 3,5 - 7 cm i længden. Kroppen er robust, og set fra oven nærmest pæreformet. Når hannerne er i yngletid, kvækker de med en kvækkepose i hver mundvig og antager lyseblå og gråviolette farver.

## Levevis
De yngler om foråret, hvor hunnen lægger sine æg i store klumper i vandhuller og andre vandområder, der foretrækkes at være fri for fisk.
Frøen holder normalt til i fugtige områder, men kan specielt udenfor yngletiden træffes langt væk fra vandet.
Den spidssnuede frø spiser edderkopper og små biller. Dens maksimale levealder er ca. 5 år.
De voksne frøer er et bytte for: gedder, snoge, hugorme, hejrer, ænder, måger, rovfugle, pindsvin, rotter, grævlinger og andre.

## Beskyttelse
Spidssnudet frø er fredet ligesom alle andre danske padder.
Spidssnudet frø nyder streng beskyttelse via EUs Habitatdirektiv. Beskyttelsen omfatter artens yngle- og rastesteder og er altså langt mere vidtgående end beskyttelsen i dansk lovgivning, der kun beskytter selve arten.